# Ці небезпечні жінки
Ці небезпечні жінки (англ. This Woman is Dangerous) — американська драма режисера Фелікса Е. Файста 1952 року.

## Сюжет
Жорстока леді гангстер дізнається, що вона повністю осліпне на тиждень. Вона шукає допомогти в одного хірурга, який може врятувати її зір. В процесі, він також змушує її змінити себе.

## У ролях
- Джоан Кроуфорд — Елізабет «Бет» Остін
- Денніс Морган — доктор Бен Халлек
- Девід Брайан — Метт Джексон
- Річард Вебб — Джеймс А. Франклін
- Марі Алдон — Енн Джексон
- Філіп Кері — Вілл Джексон
- Єн МакДональд — Джо Гроссленд, приватний окуліст